# Miłość przychodzi powoli
Miłość przychodzi powoli – amerykański telewizyjny film obyczajowy z chrześcijańskim przesłaniem z 2003 roku. Adaptacja powieści Janette Oke pt. Miłość przychodzi łagodnie. Film zapoczątkował serię filmów obyczajowych, także zrealizowanych na podstawie powieści tej autorki.

## Obsada
| Aktor                 | Rola                     |
| --------------------- | ------------------------ |
| Katherine Heigl       | Marty Claridge           |
| Dale Midkiff          | Clark Davis              |
| Skye McCole Bartusiak | Missie Davis             |
| Corbin Bernsen        | Ben Graham               |
| Theresa Russell       | Sarah Graham             |
| Oliver Macready       | Aaron Claridge           |
| Adam Loeffler         | Clint Graham             |
| Nick Scoggin          | Reverend Johnson         |
| Rutanya Alda          | Wanda Marshall           |
| Tiffany Amber Knight  | Laura Graham             |
| Jaimz Woolvett        | zwiadowca karawany wozów |